# Szablya Ákos
 Szablya Ákos ceremóniamester manöken

## Élete
Tanári és szomato pszichoterapeuta diplomája van, előbbit az ELTE-n szerezte. Kyokushinkai karatézott közel egy évtizeden keresztül, később keleti tanokkal foglalkozott, zent és bushidót, majd 15 évig indiai tradíciót: jógát, védántát tanult. Tanulmányait szomato-pszichoterápiás ismeretekkel egészítette ki Jerome Liss (Harvard), Maurizio Stupiggia és Rubens Kignel professzorok vezetésével.  
1986 és 1995 között dolgozott férfimanökenként. Óriásplakátokon jelent meg, látható volt az Ez a Divat lapban, a Westel Rádiótelefon Zrt., Mammut Bevásárlóközpont, valamint az Atrium Hyatt reklámarca volt. Rendszeresen kapott felkéréseket divatbemutatókra Magyarországon és külföldön egyaránt, fotói megjelentek például egy német sportkatalógusban. Több reklámfilmben szerepelt, például a Kontrax, a Magyar Telekom, a Rauch és a Swatch reklámjaiban. 
Divatmodellként bejárta a világot. Itthoni nagy bemutatókon mint kifutó modell szerepelt, így a Király Tamás, Náray Tamás, Gerbeaud, Hugo Boss és egyéb divatbemutatókon, szépségkirálynő-választásokon, Look of the Year show-n. Késöbb Budapest legnagyobb sportlétesítményei közül többet is vezetett: A1 wellness, Fitness Factory, OMSZK Wakeboard Centrum. Tapasztalatait kamatoztatva lett ceremóniamester, MC, műsorvezető. A ceremóniamester a vőfély modernebb formája, az esküvők, események és programok koordinátora, aki a  teljes esküvői ünnepséget összehangolja. weboldal: https://ceremoniamestered.hu/
A "Tormentum in Aeternum" electro-industrial zenekarban zenélt (Ének, Hangok, Sampler), Pálffy Gábor szintetizátorok és Spisák Csaba (ütősök). Felléptek a Fekete Lyuk-ban és a Hungaro Carot fesztiválokon. Fellépett Csihar Attilával együtt is.

## Elismerései
Többszörös jelölt és 2017-ben az ország legjobb ceremóniamesterévé választották a Hungarian Wedding Awards-on.